# Dichau
Dichau ist ein Stadtteil von Grafing bei München im oberbayerischen Landkreis Ebersberg.

## Lage
Das Dorf liegt circa zwei Kilometer südöstlich von Grafing an der Staatsstraße 2080.

## Baudenkmäler
Siehe: Liste der Baudenkmäler in Grafing bei München#Dichau